# Aglaophenia amoyensis
Aglaophenia amoyensis är en nässeldjursart som beskrevs av Edward Hargitt 1927. Aglaophenia amoyensis ingår i släktet Aglaophenia och familjen Aglaopheniidae. Inga underarter finns listade i Catalogue of Life.